# Francisco Cimadevilla González
Francisco Cimadevilla González (Valladolid, 10 de maig de 1861; Madrid 19 d'agost de 1931) va ser compositor, arranjador i guitarrista.
Dedicat a la guitarra, va transcriure i arranjar varies peces molt interpretades, reeditades i conegudes. Són obres que s'inclouen dins el gènere de la música de saló, i per aquesta raó fan ús d'un llenguatge molt senzill, basat en danses i en cançons populars espanyoles.
També realitzà varies transcripcions per a mandolina. Entre els seus alumnes destaquen Felicidad Rodríguez Serrano, Miguel de la Mano, i Miguel Iruela.

## Obra
El seu mètode per a aficionats Método de Guitarra dividido en dos partes, és molt interessant. El mètode comença pels primers rudiments teòrics de guitarra, segueix  amb lliçons i exercicis i finalitza amb compendi d'obres com marxes, polkas, masurques i valsos. La seva obra és tota per a guitarra.
La majoria de les seves obres van ser publicades per la Casa Dotesio i també la Unión Musical Española.